# La Grande (Oregon)
La Grande az Amerikai Egyesült Államok északnyugati részén, Oregon állam Union megyéjében, a Kék-hegységtől keletre, Pendletontól pedig délkeletre helyezkedik el, egyben a megye székhelye is. A 2010. évi népszámláláskor 13 082 lakosa volt. A város területe 11,94 km², melyből 0,08 km² vízi.
A települést eredetileg Brownsville-nek hívták, viszont ezt a nevet már egy másik, Linn megyei település viselte, így a postai félreértések elkerülésének érdekében La Grandéra keresztelték át, amely kifejezés a francia Charles Dause-tól származik, aki a kifejezéssel a festői szépségű tájra utalt.
A településtől északra található a helyi cégek logóiban gyakran szereplő Emily-hegy, annak másik oldalán pedig a Harris-hegy.

## Történet

### Megalapítás
Az Oregoni-ösvényen már a kezdetektől fontos megálló volt a Grande Ronde-völgy. Az első állandó lakos az 1861-ben ideérkező Benjamin Brown volt, akit hamarosan a Leasey család és húsz másik telepes követett. A települést az első lakó után Brown’s Fortnak, Brown’s Townnak és Brownsville-nek is nevezték; mivel utóbbi névvel már létezett település Linn megyében, a helyi postahivatal 1863-as létrejöttekor új névre volt szükség A „La Grande” nevet először a francia Charles Dause használta a festői szépségű tájra utalva. A postahivatal megalapítása előtt a leveleket William Currey 50 cent/darab áron lóháton vitte át a Walla Walla-i intézménybe.
La Grande városi rangot 1865-ben kapott, területét pedig 1868-ban jelölték ki.

### Növekedés
A közeli aranybányák és a régió művelhető földjei miatt a település a késő 1860-as és korai 1870-es években gyorsan növekedett. Az első üzletek a C sugárúton, a mai 4. utca és a nyugatra lévő hegyláb között létesültek.
1884-re az óvárostól jóval keletre kiépült a vasút, ezután az Adams sugárút mentén, a pályával párhuzamosan létrejött az újváros.
1900-ra a népesség elérte a 2992 főt, amely Baker City lakosságának a fele.
1929-ben nyílt meg az Eastern Oregon Normal School tanárképző, amelyet később Kelet-oregoni Állami Főiskolára kereszteltek át, ma pedig a Kelet-oregoni Egyetem nevet viseli.

### Cukorgyár
A településen egykor működött egy cukorrépa-feldolgozó; az alapanyag a közeli mormon településről, Nibley-ből érkezett. Mind az ültetvények, mind az üzem tulajdonosa az Oregon Sugar Company volt. Az 1899-ben a vállalatot felügyelő R. Doerstling szerint a közeli indiánok a gyárból származó vászonszűrőkből építettek sátrat.

## Éghajlat
A város éghajlata a Köppen-skála szerint félszáraz (BSk-val jelölve). A legcsapadékosabb május hónap és a november–január-, a legszárazabb pedig a július–szeptember közötti időszak. A legmelegebb hónap július, a leghidegebb pedig január.
| Hónap                                   | Jan.  | Feb.  | Már.  | Ápr. | Máj. | Jún. | Júl. | Aug. | Szep. | Okt.  | Nov.  | Dec.  | Év    |
| --------------------------------------- | ----- | ----- | ----- | ---- | ---- | ---- | ---- | ---- | ----- | ----- | ----- | ----- | ----- |
| Rekord max. hőmérséklet (°C)            | 16,0  | 19,0  | 26,0  | 31,0 | 35,0 | 38,0 | 42,0 | 40,0 | 38,0  | 32,0  | 22,0  | 15,0  | 42,0  |
| Átlagos max. hőmérséklet (°C)           | 3,4   | 6,2   | 11,0  | 14,6 | 19,5 | 24,1 | 29,9 | 30,0 | 24,7  | 16,9  | 8,1   | 3,5   | 16,1  |
| Átlaghőmérséklet (°C)                   | −0,5  | 1,6   | 5,1   | 8,1  | 12,5 | 16,2 | 20,9 | 20,5 | 15,7  | 9,9   | 3,6   | −0,4  | 9,5   |
| Átlagos min. hőmérséklet (°C)           | −4,3  | −3,0  | −0,8  | 1,6  | 5,4  | 9,2  | 11,9 | 11,0 | 6,6   | 1,9   | −1,0  | −4,2  | 2,9   |
| Rekord min. hőmérséklet (°C)            | −27,0 | −26,0 | −13,0 | −9,0 | −4,0 | −2,0 | 0,0  | 0,0  | −5,0  | −12,0 | −26,0 | −28,0 | −28,0 |
| Átl. csapadékmennyiség (mm)             | 47    | 32    | 38    | 38   | 48   | 39   | 17   | 20   | 19    | 32    | 50    | 47    | 427   |
| Forrás: Western Regional Climate Center |       |       |       |      |      |      |      |      |       |       |       |       |       |

## Népesség

### 2010
A 2010-es népszámláláskor a városnak 13 082 lakója, 5395 háztartása és 3073 családja volt. A népsűrűség 1103 fő/km2. A lakóegységek száma 5794, sűrűségük 488,5 db/km2. A lakosok 91,3%-a fehér, 0,8%-a afroamerikai, 1,4%-a indián, 1,1%-a ázsiai, 1,5%-a a Csendes-óceáni szigetekről származik, 1,4%-a egyéb, 2,5%-a pedig kettő vagy több etnikumú. A spanyol vagy latino származásúak aránya 4,6% (3,5% mexikói, 0,2% Puerto Ricó-i, 0,1% kubai, 0,8% egyéb spanyol vagy latino származású.)
A háztartások 28,4%-ában élt 18 évnél fiatalabb. 40,7% házas, 11,7% egyedülálló nő, 4,6% egyedülálló férfi, 43% pedig nem család. 32,8% egyedül élt; 11,6%-uk 65 éves vagy idősebb. Egy háztartásban átlagosan 2,3 személy élt; a családok átlagmérete 2,93 fő.
A medián életkor 32,8 év volt. A város lakóinak 22,4%-a 18 évesnél fiatalabb, 16% 18 és 24 év közötti, 23,6%-uk 25 és 44 év közötti, 23,3%-uk 45 és 64 év közötti, 14,8%-uk pedig 65 éves vagy idősebb. A lakosok 48,1%-a férfi, 51,9%-a pedig nő.

### 2000
A 2000-es népszámláláskor  a városnak 12 327 lakója, 5124 háztartása és 2982 családja volt. A népsűrűség 1039,4 fő/km2. A lakóegységek száma 5483, sűrűségük 462,3 db/km2. A lakosok 92,92%-a fehér, 0,68%-a afroamerikai, 0,78%-a indián, 1,29%-a ázsiai, 0,09%-a a Csendes-óceáni szigetekről származik, 1,4%-a egyéb-, 2,07%-a pedig kettő vagy több etnikumú. A spanyol vagy latino származásúak aránya 2,77% (2% mexikói,   0,8% pedig egyéb spanyol/latino származású.)
A háztartások 28%-ában élt 18 évnél fiatalabb. 45,1% házas, 9,6% egyedülálló nő; 41,8% pedig nem család. 32,2% egyedül élt; 12,6%-uk 65 éves vagy idősebb. Egy háztartásban átlagosan 2,32 személy élt; a családok átlagmérete 2,93 fő.
A város lakóinak 23,6%-a 18 évesnél fiatalabb, 16,5% 18 és 24 év közötti, 23,9%-uk 25 és 44 év közötti, 21,4%-uk 45 és 64 év közötti, 14,6%-uk pedig 65 éves vagy idősebb. A medián életkor 34 év volt. Minden 100 nőre 90,3 férfi jut; a 18 évnél idősebb nőknél ez az arány 88.
A háztartások medián bevétele 31 576 amerikai dollár, ez az érték családoknál $40 508. A férfiak medián keresete $32 746, míg a nőké $21 930. A város egy főre jutó bevétele (PCI) $16 550. A családok 8,3%-a, a teljes népesség 15,2%-a élt létminimum alatt; a 18 év alattiaknál ez a szám 10%, a 65 évnél idősebbeknél pedig 9%.

## Infrastruktúra

### Oktatás
A város iskolái (a Central-, Island City- és Greenwood Elementary School általános iskolák, a La Grande Middle School középiskola és a La Grande High School gimnázium) a La Grandé-i Iskolakerület alá tartoznak.
A településen található a Kelet-oregoni Egyetem.

### Közlekedés

#### Vasút
Az eredetileg az Oregon Railroad and Navigation Company által 1884-ben épített, ma a Union Pacific Railroad kezében lévő pályán közlekedő vonatok huntingtoni/La Grandé-i szakaszainak vonatain a helyi állomáson cserélnek személyzetet.
1977 és 1997 között megállt itt az Amtrak Chicagót, Salt Lake Cityt, Portlandet és Seattle-t összekötő Pioneer járata. A helyiség az Idaho Northern and Pacific Railroad Elgin felé közlekedő 32 km hosszú vonalának egy megállója.

#### Közút
A 30-as út városi szakasza (Adams sugárút) a főutca, melynek egyik kereszteződésétől indul a Wallowa megyei Joseph-ig haladó 82-es számú út, melynek La Grandé-i szakaszát Island City Stripnek is nevezik, mivel a közeli Island City főutcája. La Grande délkeleti részéről, a 30-as főút és az I-84 kereszteződésétől indul a 203-as út, amely a Pyles- és Ladd Canyonon és Unionon keresztülhaladva Baker Citytől északra ér véget. Island Citynél kezdődik a 237-es út, amely Cove-on át North Powderig fut, ahol becsatlakozik a Washington állam felé kiépített Interstate 84-be.

#### Légi közlekedés
A várostól 6,4 km-re délkeletre fekszik a Union megye tulajdonában álló La Grandé-i/Union megyei repülőtér.

## Történelmi kereskedőnegyed

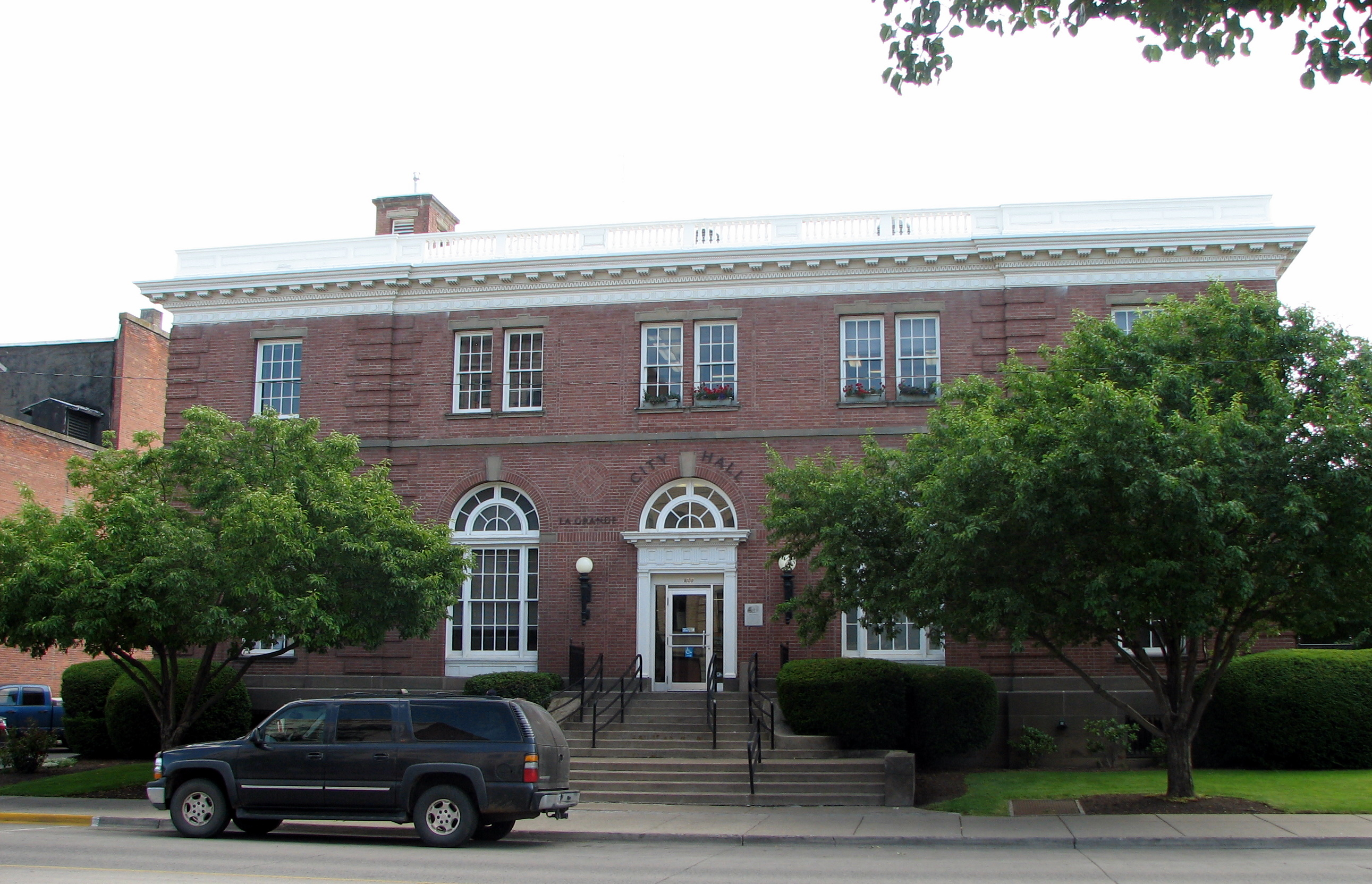
A történelmi negyedben található városháza

La Grande történelmi kereskedőnegyede 2001 szeptemberében került be a Történelmi Helyek Nemzeti Jegyzékébe; a 17,3 hektáros területet az alábbiak határolják:
- északkeletről: az Oregon Railroad and Navigation Company, illetve a későbbi Union Pacific Railroad Jefferson sugárúttal párhuzamos vasúti pályája
- délről: a Tavasz- és Cove sugárutak, illetve a Greenwood utca
- délnyugatról: a Washington sugárút
- nyugatról: a 4. utca.

## Média
A helyi napilap a The Observer, a helyi rádiók pedig a középhullámú KLBM, és az ultrarövidhullámú KEOL, KUBQ, KWRL, KTVR, KCMB és KRJT.
A spanyol nyelvű adásokra specializálódott Univision KUNP csatornája a portlandi American Broadcasting Company tulajdonában lévő KATU testvéradója. Mivel a KUNP korábbi üzemeltetője helyi jelenlét nélkül szeretett volna minél nagyobb piacot szerezni mind a kábeles, mind a műholdas műsorszórásban, ezért a La Grandé-ban fogható tévéadókon portlandi reklámok futnak.

## Nevezetes személyek
- Bucky Buckwalter – korábbi NBA-edző[26]
- Darrell Ourso – a louisianai képviselőház republikánus tagja[27]
- Paul Wheaton – permakulturális gondolkodó és szoftvermérnök[28]
- Ron Gilbert – számos LucasArts-játék tervezője[29]
- Steve House – hegymászó és oktató[30]
- Steve West – az Outdoor Channel Steve's Outdoor Adventures műsorának házigazdája[31]
- William De Los Santos – költő, forgatókönyv-író és rendező[32]

## Fordítás
Ez a szócikk részben vagy egészben  a   La Grande, Oregon című angol Wikipédia-szócikk ezen változatának fordításán alapul.  Az eredeti cikk szerkesztőit annak laptörténete sorolja fel. Ez a jelzés csupán a megfogalmazás eredetét és a szerzői jogokat jelzi, nem szolgál a cikkben szereplő információk forrásmegjelöléseként.